# Nastri d'argento 1950
Els Nastri d'argento 1950 foren la cinquena edició de l'entrega dels premis Nastro d'Argento (Cinta de plata).

## Guanyadors

### Millor director
- Augusto Genina - Cielo sulla palude

### Millor guió
- Renato Castellani, Suso Cecchi D'Amico i Cesare Zavattini - È primavera

### Millor fotografia
- Aldo Graziati pel complex de la seva obra

### Millor banda sonora
- Roman Vlad pel complex de la seva obra

### Millor escenografia
- Aldo Tomassini i Léon Barsacq - La bellezza del diavolo

### Millor documental
- L'amorosa menzogna de Michelangelo Antonioni

### Millor pel·lícula estrangera
- Laurence Olivier - Enric V (The Chronicle History of King Henry the Fift with His Battell Fought at Agincourt in France)

### Millor actriu estrangera
- Olivia de Havilland - The Snake Pit

### Millor actor estranger
- Michel Simon - La Beauté du diable